# アステュアゲス
アステュアゲス（古代ペルシア語：（ア）レシュティワイガまたは（ア）リイシュティワイガ、メディア語：Ištumegu イシュトゥメグ）は、メディア王国最後の王で、先代のメディア王キュアクサレス2世の息子。在位期間はヘロドトスの歴史書『歴史』の記述によれば紀元前585年から紀元前550年である。

## 来歴

### ヘロドトスの記述
古代ギリシアのヘロドトスによれば、アステュアゲスはリュディア王アリュアッテスの娘アリュエニスと結婚し、娘マンダネをもうけた。ある日アステュアゲスはマンダネがメディアの都エクバタナを水で溢れさせる夢を見た。王位を脅かされることを恐れたアステュアゲスは、マンダネをメディア人ではなく、あえて格下のペルシア貴族カンビュセス1世に嫁がせた。
その後アステュアゲスは再び夢を見た。それはマンダネから葡萄の木が生えてアジア全体を覆ってしまうというものだった。マンダネが身ごもっていると聞いたアステュアゲスは、忠実な部下であるメディア人貴族ハルパゴスに、マンダネの胎内にあったキュロス2世を生まれてすぐに殺すよう命じた。ハルパゴスは幼子を殺すに忍びず、牛飼いに赤子を渡した。
こうして生まれたキュロスは成長し、メディアの属国ペルシアの支配者になり、やがてアステュアゲスに反旗を翻した。アステュアゲスはハルパゴスを大将に討伐軍を差し向けたが、残忍なアステュアゲスを嫌ったハルパゴスは部隊ごとペルシア方に寝返った。ついでアステュアゲス自らが討伐に向かったが、パサルガダエ近くの戦いでキュロスに敗北し、捕虜になったという。こうしてメディア王国は滅亡した。
クテシアスによれば、その後アステュアゲスはオイバレスの入れ知恵でキュロスの宦官ペティサカス（Petisaces）によって飢え死にさせられた。

## 歴史研究
最近の研究では、ヘロドトスの記述は事実ではないと考えられている。カンビュセス1世は決して身分が低くなく、メディア王国の属国ペルシアの王であったと考えられている。またアステュアゲスはキュロスの祖父ではなく、紀元前551年のキュロスの即位後間もなく廃位されたする説もある。